# Motomachi (Jokohama)
Motomachi (jap. 元町) – ulica handlowa w dzielnicy Naka w Jokohamie. Rozwinęła się mniej więcej w tym samym czasie, co otwarcie portu w Jokohamie i jest szczególnie znana jako jedna z głównych ulic handlowych w Jokohamie.
Ulica Motomachi dała także początek stylowi mody znanemu jako „Hamatora” (tradycyjny styl Jokohamy), który stał się popularny w latach 70. XX wieku.

## Nazwa
Po otwarciu portu w Jokohamie w 1859 roku obszar ten otrzymał nazwę „Motomura” (本村), która rok później została zmieniona na obecną nazwę „Motomachi” (元町).

## Historia
Historia Motomachi sięga czasów otwarcia portu w Jokohamie w 1859 roku. W styczniu 1860 roku 90 mieszkańców ówczesnej wioski Jokohama zostało przymusowo przeniesionych do sąsiedniej Motomury, którą później przemianowano na Motomachi. Pierwotnie spokojna wioska rolniczo-rybacka, została przekształcona w miejsce odwiedzane i zamieszkiwane przez obcokrajowców, otwarto tam sklepy i firmy, aby zaspokoić ich potrzeby.
Jednak wielkie trzęsienie ziemi w Kantō we wrześniu 1923 i otwarcie różnych portów w tym czasie spowodowało przeniesienie do Tokio wielu zagranicznych firm handlowych, a znaczenie Motomachi, które było atrakcyjne jako główne centrum zaopatrzenia w importowane towary, dramatycznie spadło.
Ulica handlowa Motomachi została ponownie doszczętnie zniszczona podczas nalotów na Jokohamę w maju 1945 roku. Jednak pod koniec wojny, kiedy amerykańskie siły okupacyjne licznie wylądowały w Jokohamie, ulica Motomachi, która przez lata kultywowała swoją wiedzę biznesową z obcokrajowcami, zaczęła się odradzać, aby sprostać wymaganiom stacjonujących żołnierzy i ich rodzin. Dobrobyt, wspierany przez popyt żołnierzy stacjonujących w Jokohamie i ich rodzin, był krótkotrwały wraz z likwidacją amerykańskich baz wojskowych w 1952 roku.
Tak więc rozpoczął się nowy rozwój, skierowany do Japończyków, zwłaszcza młodych ludzi, przy jednoczesnym zachowaniu tradycji Motomachi. Po pierwsze, w listopadzie 1955 roku wyznaczono nową linię budynków, w ciągu 10 lat linia zabudowy została cofnięta o 1,8 metra i wprowadzona na łącznej długości 1 km po obu stronach, tworząc pionierską „przestrzeń dla pieszych”. Po drugie, w październiku 1967 roku, Motomachi nawiązało współpracę z głównymi ulicami handlowymi w sześciu krajach europejskich, aby ułatwić bezpośredni import towarów, wymianę informacji i rozwój oryginalnych produktów. Aby podnieść rangę ulicy handlowej, od 1966 roku Motomachi rozwijało również sprzedaż wiązaną z przodującymi domami towarowymi w Japonii. W wyniku tych działań ulica handlowa Motomachi szybko zyskała uznanie i stała się jedną z przodujących ulic handlowych w kraju, przyciągając ludzi z całego kraju w poszukiwaniu oryginalnej mody.
W latach 70. i na początku lat 80. ulica Motomachi była wyznacznikiem charakterystycznego stylu mody znanego jako „Hamatora”. Styl ten został spopularyzowany przez znane butiki, takie jak Kitamura, Mihama i Fukuzō.
W 1985 roku po obu końcach ulicy postawiono łuki z „feniksem” jako symbol rozwoju Motomachi.
W XXI wieku ulica handlowa Motomachi jest otoczona znanymi sklepami oferującymi modne towary wysokiej jakości. Obszar Motomachi posiada również boczne uliczki usiane modnymi kawiarniami, unikalnymi sklepami i słynnymi restauracjami.

## Łuk Feniksa
Został zbudowany w 1985 roku jako symbol rozwoju Motomachi. Projekt symbolizuje wizerunek Motomachi jako „feniksa, dziedziczącego tradycję, ale zawsze z nowymi wyzwaniami” oraz „wznoszącego się ku światłu”. Łuk ma 10,5 m wysokości, a nad nim unosi się feniks z rury ze stali nierdzewnej o szerokości 4,8 m i wysokości 2,3 m.

## Wydarzenia
Jednym z wydarzeń jest wyprzedaż uliczna Motomachi, która odbywa się dwa razy w roku, pod koniec lutego i pod koniec września, przez około tydzień. W tym okresie wiele osób z regionu Kanto i całego kraju odwiedza to miejsce. Wyprzedaż od 1961 roku znana jest jako „Charming Sale” (チャーミングセール, urocza wyprzedaż).
Podczas wydarzeń o dużym natężeniu ruchu, takich jak „Charming Sale”, na ulicy Motomachi wprowadzane jest kierowanie ruchem, którym zajmują się kobiety nazywane „Świetlnymi Feniksami” (元町ライトフェニックス). Nazwa pochodzi od połączenia „feniksa”, symbolu ulicy handlowej, i „światła”. Kobiety te nie tylko organizują ruch, ale także udzielają informacji. Metoda ta została wprowadzona w 1987 roku, ponieważ większość odwiedzających Motomachi to kobiety. Widok kobiet w dopasowanych uniformach kierujących ruchem stał się szczególną cechą ulicy handlowej Motomachi.
Innym wydarzeniem jest coroczny Festiwal Irlandzki (Dzień Świętego Patryka) w marcu, kiedy ludzie idą w paradzie ulicą Motomachi.
Co roku od 2000 roku w okolicach października na ulicy Motomachi odbywa się wydarzenie gastronomiczne (targi żywności).

## Galeria

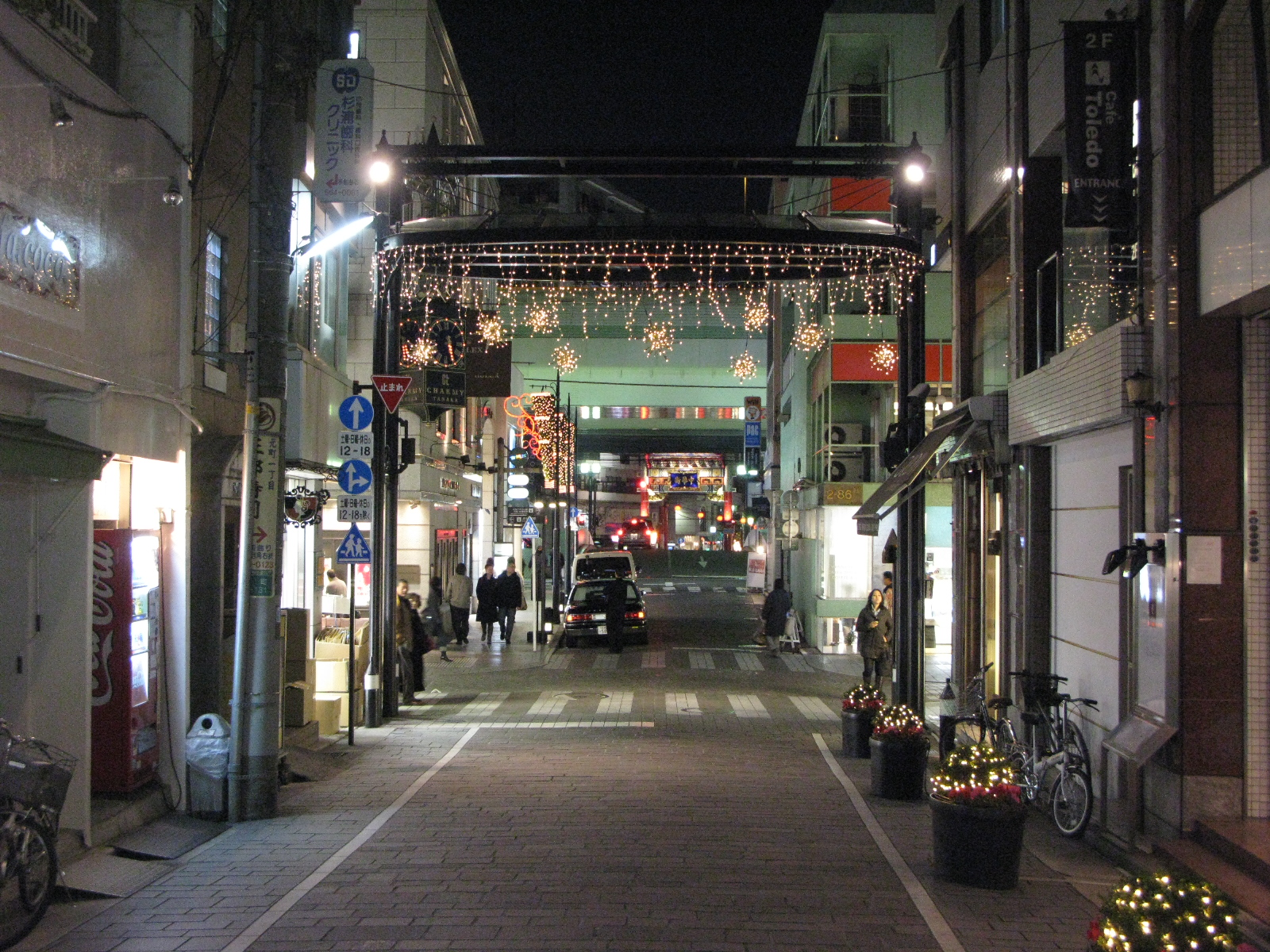
Ulica Motomachi
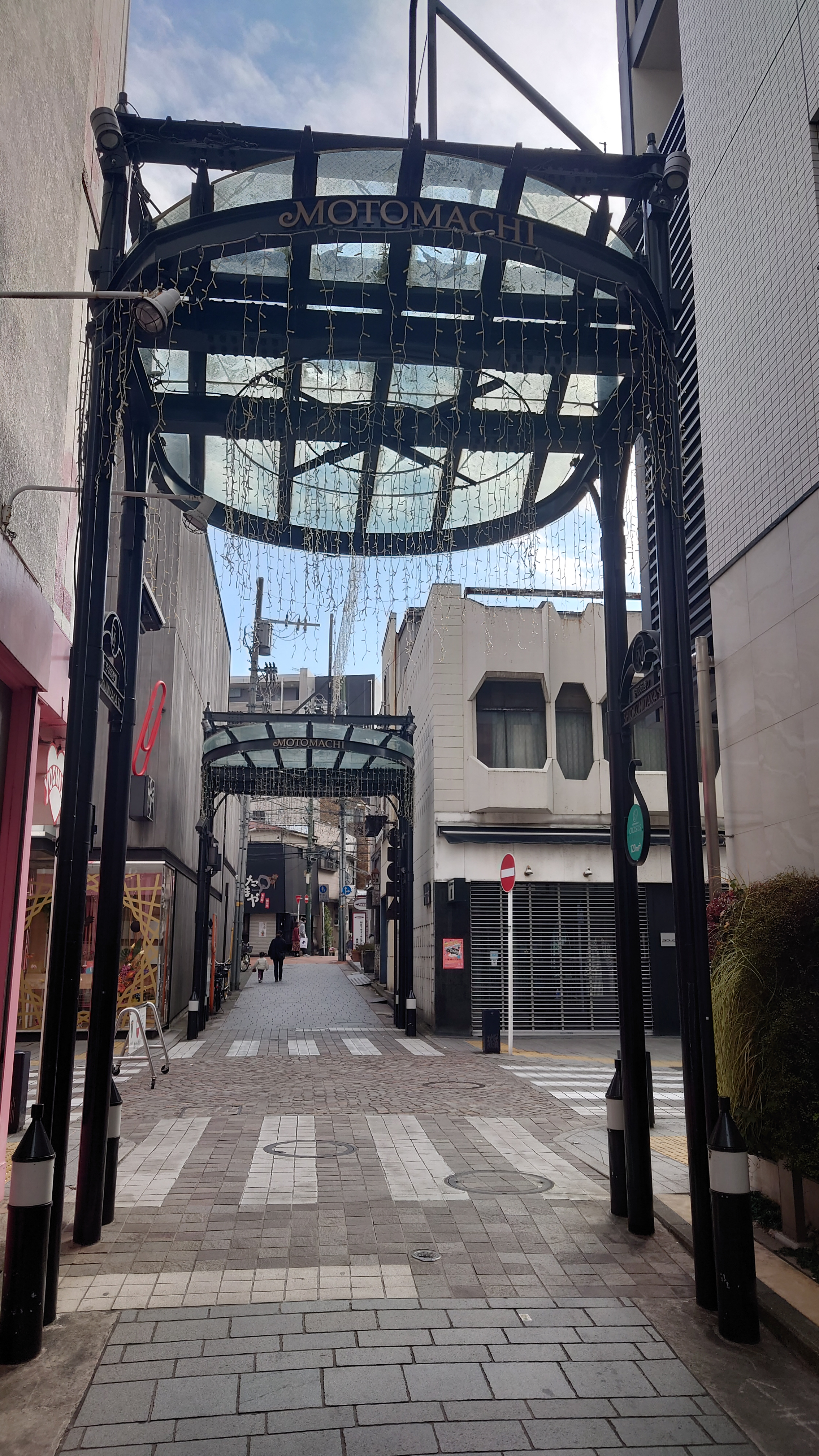
Motomachi
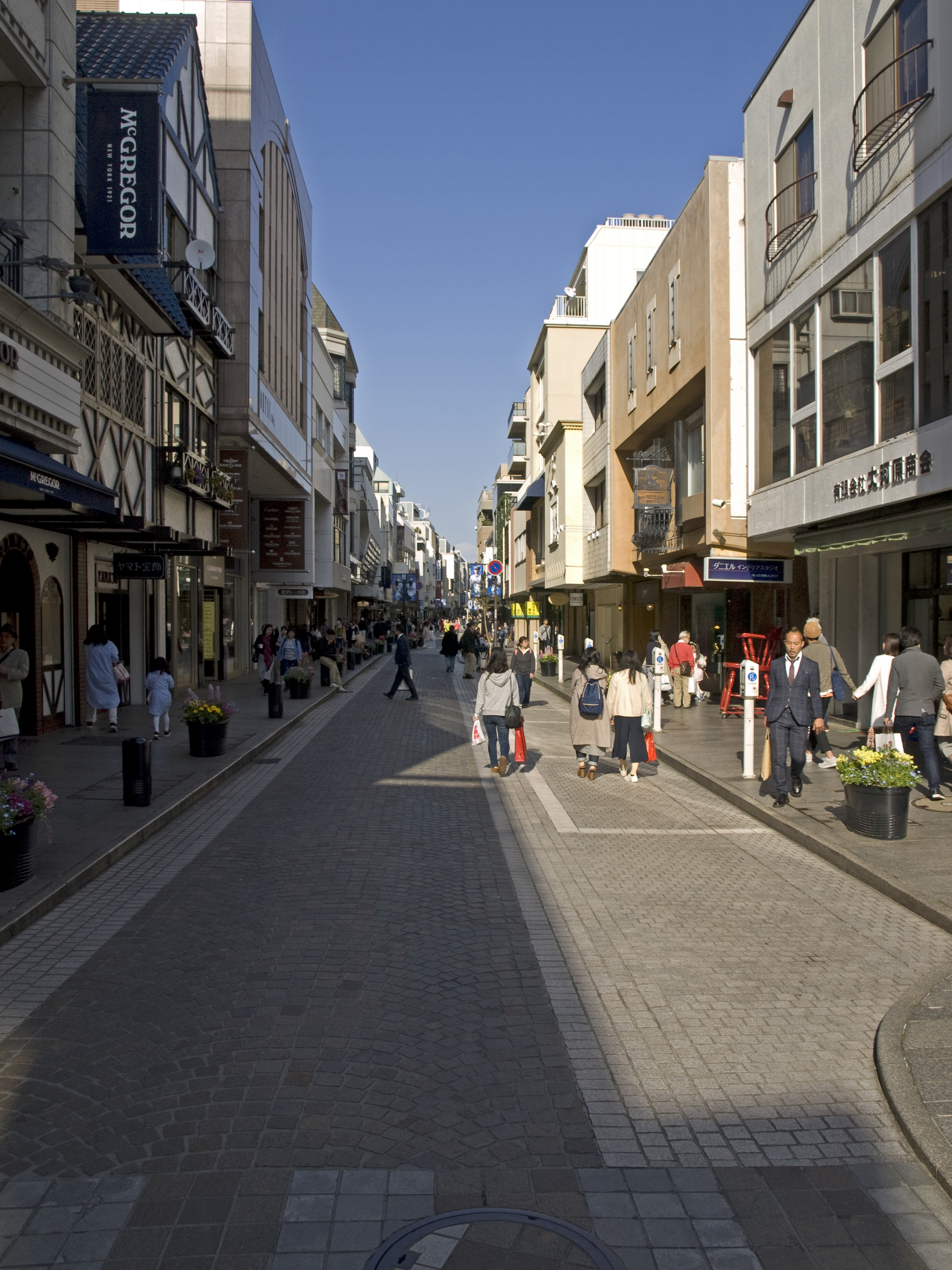
Ulica Motomachi
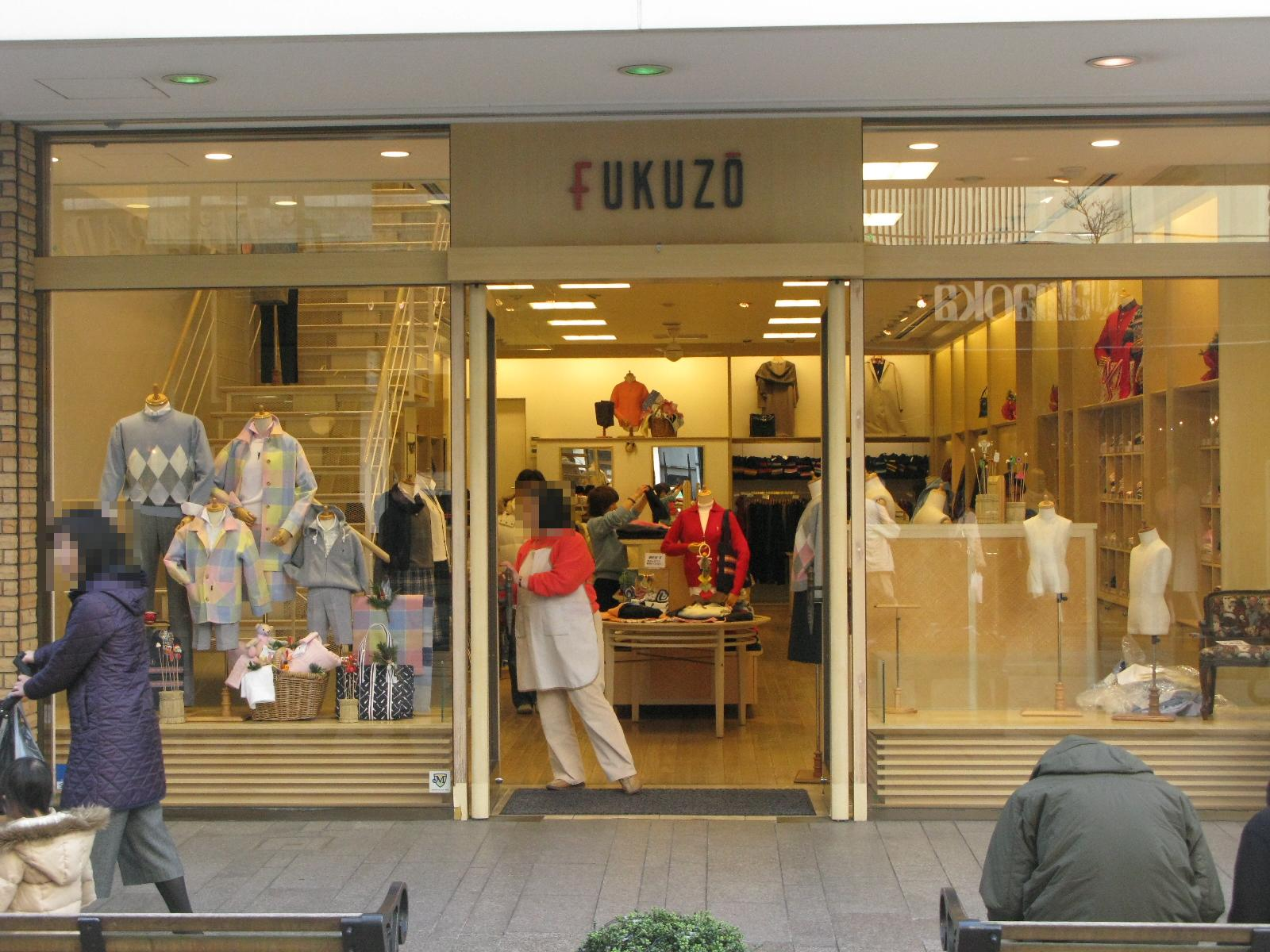
Butik Fukuzō